# John Jabez Edwin Mayall
John Jabez Edwin Paisley Mayall (17 de setembro de 1813 – 6 de março de 1901) foi um fotógrafo inglês que em 1860 tirou as primeiras fotografias carte-de-visite da Rainha Vitória. Ele é mais conhecido por seu retrato de Karl Marx de 1875.
Nascido em uma família batista em 17 de setembro de 1813, em Chamber Hall, perto de Oldham no condado de Lancashire, seu nome de nascimento foi registrado como Jabez Meal. Ele era filho de John e Elizabeth Meal.

## América do Norte
Mayall mudou-se para Filadélfia no final de 1841 ou início de 1842, e primeiro trabalhou como fotógrafo na Rua Chestnut, 140, até 1846.

## Fotografia artística
Gernsheim descreve Mayall como "o primeiro expoente da fotografia artística", à frente de Oscar Rejlander e Julia-Margaret Cameron, com base em sua produção em Filadélfia de dez daguerreótipos em 1845 para ilustrar A Oração do Senhor e suas posteriores e maiores (24" x 15"; 61cm x 38 cm) "imagens de daguerreótipo para ilustrar poesia e sentimento." Estas foram exibidas em 1851 na Grande Exposição; O Sonho do Soldado, O Venerável Beda abençoando uma criança, e Baco e Ariadne. No entanto, ele foi desencorajado pelo julgamento do The Athenaeum: "Para nós, essas imagens parecem um erro. Na melhor das hipóteses, só podemos esperar obter uma mera representação naturalista. A idealidade é inatingível–e a imaginação suplantada pela presença do fato." Nem mesmo o encorajamento do Príncipe Albert pôde dissuadir Mayall de cessar sua busca pela fotografia como arte. Um ano depois de expor no Crystal Palace, ele limitou comentários à verossimilhança, em vez da artisticidade, do daguerreótipo;
Visto através de uma lupa comum, a semelhança do retrato é perfeitamente impressionante–as características se destacam como se moldadas em cera–nem uma imperfeição escapa, nem uma beleza se perde [ ... ] Salve ao fértil gênio do homem! Independentemente das maravilhas da daguerreotipia, há algo muito benigno e gratificante em sua aplicação –a memória dos ausentes ou dos mortos é fielmente guardada na posse de um desses belos pequenos espécimes.
No entanto, seus retratos reais foram descritos como "belos espécimes da arte fotográfica," e quando em Brighton a partir de 1864, Mayall anunciava-se como "Artista e Fotógrafo", e um aviso em seu estúdio dizia: "pede-se aos modelos que se coloquem tanto quanto possível nas mãos do artista."
Sua fotografia do Sargento Thomas Dawson e sua filha, sendo que o primeiro perdeu um braço em batalha, é considerada uma das fotografias mais importantes já tiradas.

## Retorno à Inglaterra
Mayall chegou a Londres vindo da América em 1846, e em agosto de 1848 já havia colocado anúncios descrevendo-se como "Sr. Mayall da Filadélfia, Estados Unidos." Mayall chamou seu estúdio/galeria de "Instituição Americana de Daguerreótipo".

## Retratos de pessoas eminentes
O retrato de daguerreótipo de Charles Dickens feito por Mayall foi produzido entre 1853 e 1855, e leiloado com uma reserva de £ 30 000 pela Christies em maio de 2001.
Em maio de 1860, Mayall fez vários retratos da Família Real. Ele recebeu permissão para publicar os retratos da Família Real como um conjunto de cartes-de-visite. Em agosto de 1860, os cartes foram lançados na forma de um Álbum Real, consistindo em 14 pequenos retratos da Rainha Vitória, Príncipe Albert e seus filhos. O Álbum Real foi um sucesso imediato, e centenas de milhares foram vendidos enquanto os britânicos começavam a colecionar retratos carte de visite de pessoas famosas, uma moda que Gernsheim atribui à popularidade dos retratos reais de Mayall.
Outra série de retratos reais de Mayall foi publicada em 1861 e quando o Príncipe Albert sucumbiu à febre tifoide em dezembro de 1861, sua morte criou uma enorme demanda por seu retrato. O Photographic News mais tarde relatou que dentro de uma semana após sua morte "nada menos que 70 000 de seus carte de visite foram encomendados de Marion & Co." No final da década, Marion & Co havia pago a Mayall £ 35 000 por seus retratos da Família Real, o que estabeleceu o carte de visite (cdv) como seu formato de retrato mais popular, do qual o estabelecimento Mayall produziu mais de meio milhão de cartes por ano, o que o ajudou a garantir uma renda anual de £ 12 000.

## Brighton
Mayall deixou seu filho mais velho Edwin para administrar seus estúdios em Londres e mudou-se para Brighton com sua esposa e dois filhos mais novos. Em 18 de julho de 1864, ele abriu seu novo estúdio de retratos fotográficos em Kings Road, 90-91, perto do recém-construído Grand Hotel. Em um anúncio colocado nas páginas do Brighton Examiner, ele afirmou que não havia "poupado nem esforços nem expertise na preparação, para a acomodação da nobreza e da aristocracia residente ou visitante de Brighton, de um dos estúdios mais eficientes já construídos." Embora tenha dirigido seus comentários particularmente à "nobreza e aristocracia", Mayall admitiu que estava "ciente do fato... de que preços moderados são tão necessários quanto a excelência geral para garantir um extenso patrocínio público." Mayall cobrava £1.1s por um conjunto de 12 retratos carte de visite e £5.5s por suas fotografias de retratos coloridos "altamente acabados".
Em 1880, ele transferiu seu negócio para Bond Street, Londres.

## Vida pessoal
Em 19 de fevereiro de 1869, seu filho, John Junior, tornou-se a primeira pessoa a pedalar de Londres para Brighton. O Times relatou seu passeio de dezesseis horas, "Um Feito Extraordinário de Velocípede" no dia seguinte.
A esposa de Mayall, Eliza, morreu em Brighton em 1870. No ano seguinte, em 14 de dezembro de 1871 em St George's Bloomsbury, ele se casou com Celia Victoria Hooper (1838–1922), viúva do comerciante de madeira Henry Morgan Hooper e filha do cirurgião William Gardner. Este casamento produziu mais três filhos: Elsie Lena (nascida em 1872), Oswald (nascido em 1874) e Sibyl (nascida em 1876).
Mayall foi declarado falido em setembro de 1885 com passivos de £22.916 12s. Id., para credores na forma de hipotecas sobre várias propriedades, que ele não conseguia alugar ou vender sem prejuízo, e também ações na Albert Palace Company, e no navio Brighton, que ele avaliou em £600. O fracasso de seus negócios foi atribuído em parte ao custo de equipar suas instalações em Bond Street com eletricidade. Em abril de 1888, seu negócio foi comprado por £34.000 por H. S. King e a Artistic Works Association Ltd., através da qual ele se tornou Diretor Administrativo da Mayall and Company com um contrato de 5 anos e um salário fixo.
Mayall morreu 13 anos depois, aos 88 anos, em 6 de março de 1901 em Southwick, West Sussex. Foi enterrado em 19 de março de 1901 em Lancing, West Sussex.

## Galeria

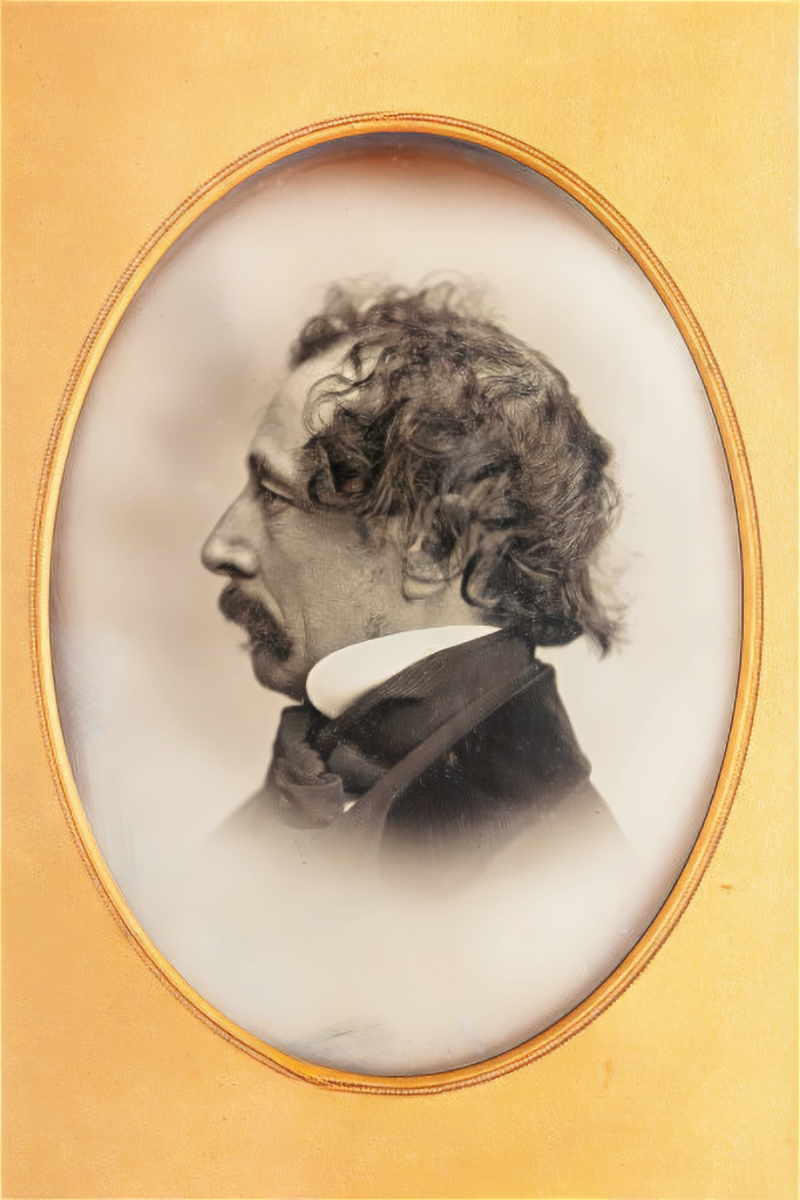
Charles Dickens (c. 1853–55)
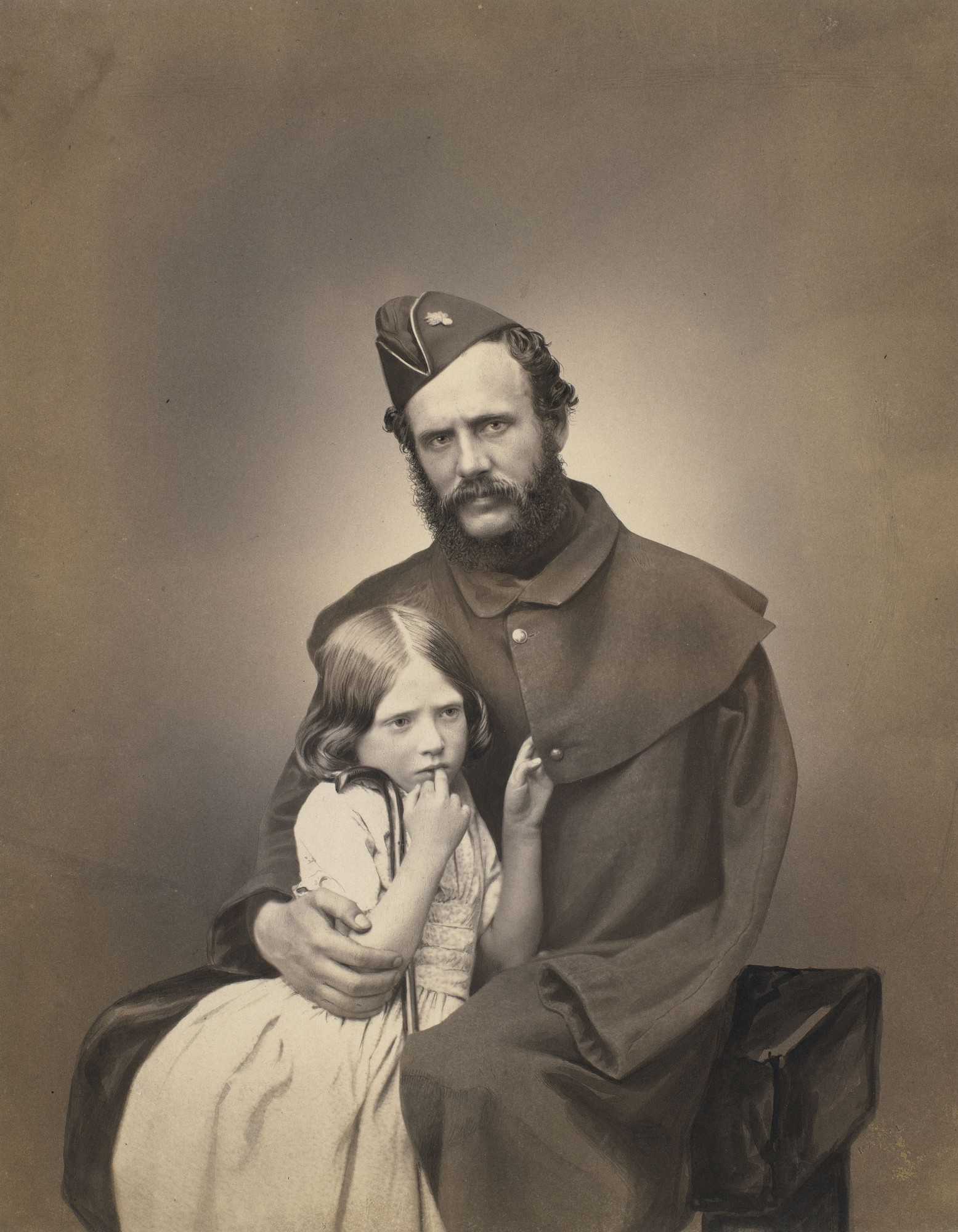
Sargento Dawson e Sua Filha (1855)
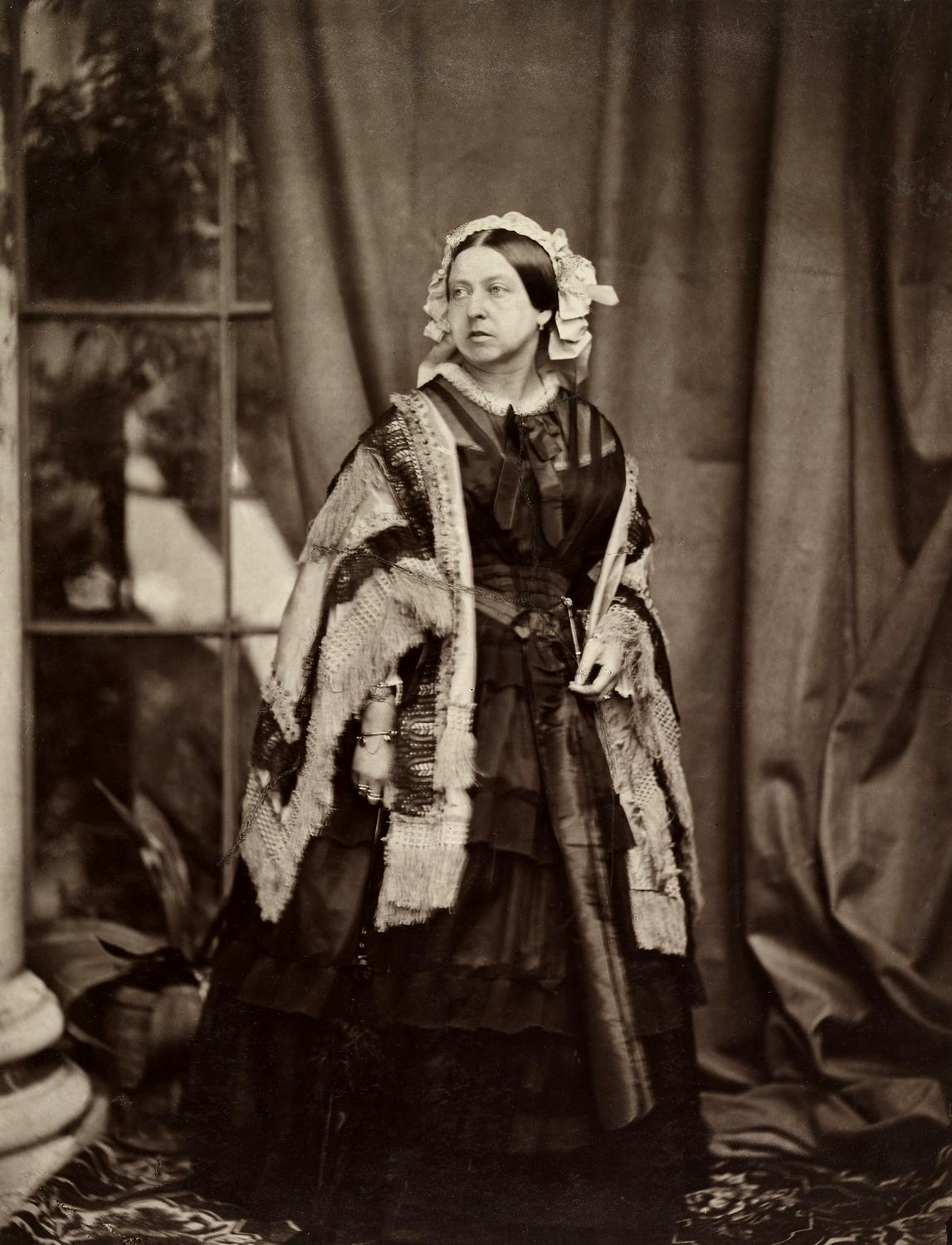
Rainha Vitória (1860)
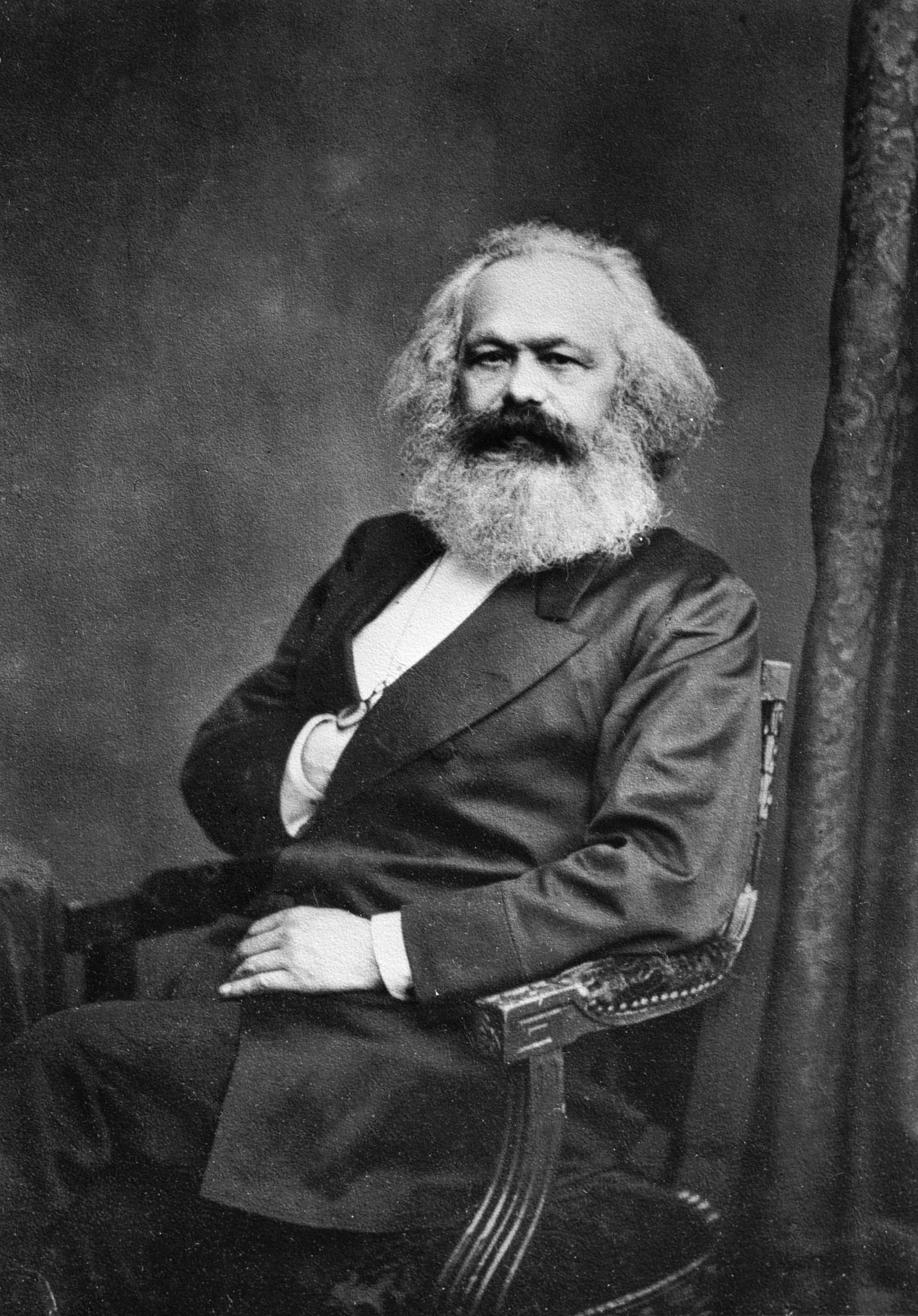
Karl Marx (1875)